# Liste der Gemeinden im Département Charente

Lage des Départements Charente

Das Département Charente liegt in der Region Nouvelle-Aquitaine in Frankreich. Es untergliedert sich in drei Arrondissements mit 359 Gemeinden (frz. communes) (Stand 1. Januar 2025).
| Code INSEE | PLZ   | Gemeinde                           | Einwohner (Stand 1. Januar 2022) | Fläche in km² | Einwohner je km² | Kanton seit 30. März 2015 Kanton bis zum 29. März 2015                           | Arrondissement seit 2017 Arrondissement bis 2016 | Gemeindeverband                    |
| ---------- | ----- | ---------------------------------- | -------------------------------- | ------------- | ---------------- | -------------------------------------------------------------------------------- | ------------------------------------------------ | ---------------------------------- |
| 16001      | 16500 | Abzac                              | 513                              | 33,35         | 15               | Charente-Vienne Confolens-Sud                                                    | Confolens                                        | Charente Limousine                 |
| 16003      | 16110 | Agris                              | 875                              | 18,74         | 47               | Val de Tardoire La Rochefoucauld                                                 | Angoulême                                        | La Rochefoucauld-Porte du Périgord |
| 16005      | 16140 | Aigre                              | 1600                             | 23,82         | 67               | Charente-Nord                                                                    | Confolens                                        | Cœur de Charente                   |
| 16007      | 16490 | Alloue                             | 481                              | 46,54         | 10               | Charente-Bonnieure Champagne-Mouton                                              | Confolens                                        | Charente Limousine                 |
| 16008      | 16140 | Ambérac                            | 312                              | 12,10         | 26               | Boixe-et-Manslois Saint-Amant-de-Boixe                                           | Confolens Angoulême                              | Cœur de Charente                   |
| 16009      | 16490 | Ambernac                           | 377                              | 30,05         | 13               | Charente-Vienne Confolens-Nord                                                   | Confolens                                        | Charente Limousine                 |
| 16011      | 16560 | Anais                              | 566                              | 9,87          | 57               | Boixe-et-Manslois Saint-Amant-de-Boixe                                           | Confolens Angoulême                              | Cœur de Charente                   |
| 16012      | 16130 | Angeac-Champagne                   | 496                              | 14,27         | 35               | Charente-Champagne Segonzac                                                      | Cognac                                           | Grand Cognac                       |
| 16013      | 16120 | Angeac-Charente                    | 296                              | 10,81         | 27               | Charente-Champagne Châteauneuf-sur-Charente                                      | Cognac                                           | Grand Cognac                       |
| 16014      | 16300 | Angeduc                            | 143                              | 3,59          | 40               | Charente-Sud Barbezieux-Saint-Hilaire                                            | Cognac                                           | 4B Sud Charente                    |
| 16015      | 16000 | Angoulême                          | 41.423                           | 21,85         | 1896             | Angoulême-1 Angoulême-2 Angoulême-3 Angoulême-Est Angoulême-Nord Angoulême-Ouest | Angoulême                                        | Grand Angoulême                    |
| 16016      | 16500 | Ansac-sur-Vienne                   | 816                              | 30,79         | 27               | Charente-Vienne Confolens-Nord                                                   | Confolens                                        | Charente Limousine                 |
| 16018      | 16130 | Ars                                | 689                              | 11,40         | 60               | Cognac-2 Cognac-Sud                                                              | Cognac                                           | Grand Cognac                       |
| 16019      | 16290 | Asnières-sur-Nouère                | 1278                             | 21,17         | 60               | Val de Nouère Hiersac                                                            | Angoulême                                        | Grand Angoulême                    |
| 16020      | 16390 | Aubeterre-sur-Dronne               | 318                              | 2,39          | 133              | Tude-et-Lavalette Aubeterre-sur-Dronne                                           | Angoulême                                        | Lavalette Tude Dronne              |
| 16023      | 16460 | Aunac-sur-Charente                 | 662                              | 17,01         | 39               | Boixe-et-Manslois                                                                | Confolens                                        | Cœur de Charente                   |
| 16024      | 16560 | Aussac-Vadalle                     | 549                              | 17,61         | 31               | Boixe-et-Manslois Saint-Amant-de-Boixe                                           | Confolens Angoulême                              | Cœur de Charente                   |
| 16025      | 16360 | Baignes-Sainte-Radegonde           | 1241                             | 31,22         | 40               | Charente-Sud Baignes-Sainte-Radegonde                                            | Cognac                                           | 4B Sud Charente                    |
| 16026      | 16430 | Balzac                             | 1401                             | 9,64          | 145              | Gond-Pontouvre                                                                   | Angoulême                                        | Grand Angoulême                    |
| 16027      | 16140 | Barbezières                        | 137                              | 9,29          | 15               | Charente-Nord Aigre                                                              | Confolens                                        | Cœur de Charente                   |
| 16028      | 16300 | Barbezieux-Saint-Hilaire           | 4738                             | 26,55         | 178              | Charente-Sud Barbezieux-Saint-Hilaire                                            | Cognac                                           | 4B Sud Charente                    |
| 16029      | 16210 | Bardenac                           | 217                              | 8,04          | 27               | Tude-et-Lavalette Chalais                                                        | Angoulême                                        | Lavalette Tude Dronne              |
| 16030      | 16300 | Barret                             | 1092                             | 22,37         | 49               | Charente-Sud Barbezieux-Saint-Hilaire                                            | Cognac                                           | 4B Sud Charente                    |
| 16031      | 16700 | Barro                              | 410                              | 10,65         | 38               | Charente-Nord Ruffec                                                             | Confolens                                        | Val de Charente                    |
| 16032      | 16120 | Bassac                             | 522                              | 7,62          | 69               | Jarnac                                                                           | Cognac                                           | Grand Cognac                       |
| 16034      | 16210 | Bazac                              | 147                              | 4,92          | 30               | Tude-et-Lavalette Chalais                                                        | Angoulême                                        | Lavalette Tude Dronne              |
| 16035      | 16450 | Beaulieu-sur-Sonnette              | 222                              | 10,29         | 22               | Charente-Bonnieure Saint-Claud                                                   | Confolens                                        | Charente Limousine                 |
| 16036      | 16250 | Bécheresse                         | 292                              | 8,38          | 35               | Charente-Sud Blanzac-Porcheresse                                                 | Cognac Angoulême                                 | 4B Sud Charente                    |
| 16204      | 16120 | Bellevigne                         | 1274                             | 43,77         | 29               | Charente-Champagne Châteauneuf-sur-Charente                                      | Cognac                                           | Grand Cognac                       |
| 16037      | 16210 | Bellon                             | 136                              | 9,13          | 15               | Tude-et-Lavalette Aubeterre-sur-Dronne                                           | Angoulême                                        | Lavalette Tude Dronne              |
| 16038      | 16350 | Benest                             | 307                              | 21,10         | 15               | Charente-Bonnieure Champagne-Mouton                                              | Confolens                                        | Charente Limousine                 |
| 16039      | 16700 | Bernac                             | 463                              | 8,46          | 55               | Charente-Nord Villefagnan                                                        | Confolens                                        | Val de Charente                    |
| 16040      | 16480 | Berneuil                           | 321                              | 16,55         | 19               | Charente-Sud Barbezieux-Saint-Hilaire                                            | Cognac                                           | 4B Sud Charente                    |
| 16041      | 16250 | Bessac                             | 119                              | 10,55         | 11               | Tude-et-Lavalette Blanzac-Porcheresse                                            | Angoulême                                        | Lavalette Tude Dronne              |
| 16042      | 16140 | Bessé                              | 113                              | 7,67          | 15               | Charente-Nord Aigre                                                              | Confolens                                        | Cœur de Charente                   |
| 16044      | 16700 | Bioussac                           | 208                              | 15,64         | 13               | Charente-Nord Ruffec                                                             | Confolens                                        | Val de Charente                    |
| 16045      | 16120 | Birac                              | 368                              | 11,84         | 31               | Charente-Champagne Châteauneuf-sur-Charente                                      | Cognac                                           | Grand Cognac                       |
| 16047      | 16320 | Blanzaguet-Saint-Cybard            | 273                              | 11,95         | 23               | Tude-et-Lavalette Villebois-Lavalette                                            | Angoulême                                        | Lavalette Tude Dronne              |
| 16048      | 16480 | Boisbreteau                        | 128                              | 15,16         | 8                | Charente-Sud Brossac                                                             | Cognac                                           | 4B Sud Charente                    |
| 16082      | 16320 | Boisné-La Tude                     | 661                              | 34,25         | 19               | Tude-et-Lavalette Villebois-Lavalette                                            | Angoulême                                        | Lavalette Tude Dronne              |
| 16049      | 16390 | Bonnes                             | 360                              | 14,76         | 24               | Tude-et-Lavalette Aubeterre-sur-Dronne                                           | Angoulême                                        | Lavalette Tude Dronne              |
| 16050      | 16120 | Bonneuil                           | 248                              | 13,58         | 18               | Charente-Champagne Châteauneuf-sur-Charente                                      | Cognac                                           | Grand Cognac                       |
| 16052      | 16190 | Bors (Canton de Tude-et-Lavalette) | 227                              | 16,14         | 14               | Tude-et-Lavalette Montmoreau-Saint-Cybard                                        | Angoulême                                        | Lavalette Tude Dronne              |
| 16053      | 16360 | Bors (Canton de Charente-Sud)      | 118                              | 12,28         | 10               | Charente-Sud Baignes-Sainte-Radegonde                                            | Cognac                                           | 4B Sud Charente                    |
| 16055      | 16410 | Bouëx                              | 845                              | 15,64         | 54               | Boëme-Échelle Soyaux                                                             | Angoulême                                        | Grand Angoulême                    |
| 16056      | 16200 | Bourg-Charente                     | 885                              | 12,02         | 74               | Jarnac Segonzac                                                                  | Cognac                                           | Grand Cognac                       |
| 16057      | 16120 | Bouteville                         | 330                              | 12,07         | 27               | Charente-Champagne Châteauneuf-sur-Charente                                      | Cognac                                           | Grand Cognac                       |
| 16058      | 16100 | Boutiers-Saint-Trojan              | 1393                             | 7,13          | 195              | Cognac-1 Cognac-Nord                                                             | Cognac                                           | Grand Cognac                       |
| 16059      | 16240 | Brettes                            | 163                              | 12,21         | 13               | Charente-Nord Villefagnan                                                        | Confolens                                        | Val de Charente                    |
| 16060      | 16370 | Bréville                           | 440                              | 15,39         | 29               | Cognac-1 Cognac-Nord                                                             | Cognac                                           | Grand Cognac                       |
| 16061      | 16590 | Brie                               | 4157                             | 34,05         | 122              | Touvre-et-Braconne La Rochefoucauld                                              | Angoulême                                        | Grand Angoulême                    |
| 16062      | 16300 | Brie-sous-Barbezieux               | 111                              | 6,50          | 17               | Charente-Sud Barbezieux-Saint-Hilaire                                            | Cognac                                           | 4B Sud Charente                    |
| 16063      | 16210 | Brie-sous-Chalais                  | 158                              | 10,34         | 15               | Tude-et-Lavalette Chalais                                                        | Angoulême                                        | Lavalette Tude Dronne              |
| 16064      | 16420 | Brigueuil                          | 1101                             | 47,07         | 23               | Charente-Vienne Confolens-Sud                                                    | Confolens                                        | Charente Limousine                 |
| 16065      | 16500 | Brillac                            | 607                              | 42,41         | 14               | Charente-Vienne Confolens-Sud                                                    | Confolens                                        | Charente Limousine                 |
| 16066      | 16480 | Brossac                            | 453                              | 21,84         | 21               | Charente-Sud Brossac                                                             | Cognac                                           | 4B Sud Charente                    |
| 16067      | 16110 | Bunzac                             | 453                              | 13,32         | 34               | Val de Tardoire La Rochefoucauld                                                 | Angoulême                                        | La Rochefoucauld-Porte du Périgord |
| 16068      | 16260 | Cellefrouin                        | 579                              | 40,09         | 14               | Boixe-et-Manslois Mansle                                                         | Confolens                                        | Cœur de Charente                   |
| 16069      | 16230 | Cellettes                          | 388                              | 9,37          | 41               | Boixe-et-Manslois Mansle                                                         | Confolens                                        | Cœur de Charente                   |
| 16070      | 16150 | Chabanais                          | 1564                             | 15,01         | 104              | Charente-Vienne Chabanais                                                        | Confolens                                        | Charente Limousine                 |
| 16071      | 16150 | Chabrac                            | 614                              | 22,40         | 27               | Charente-Vienne Chabanais                                                        | Confolens                                        | Charente Limousine                 |
| 16072      | 16250 | Chadurie                           | 509                              | 16,42         | 31               | Tude-et-Lavalette Blanzac-Porcheresse                                            | Angoulême                                        | Lavalette Tude Dronne              |
| 16073      | 16210 | Chalais                            | 1799                             | 17,58         | 102              | Tude-et-Lavalette Chalais                                                        | Angoulême                                        | Lavalette Tude Dronne              |
| 16074      | 16300 | Challignac                         | 340                              | 13,21         | 26               | Charente-Sud Barbezieux-Saint-Hilaire                                            | Cognac                                           | 4B Sud Charente                    |
| 16076      | 16350 | Champagne-Mouton                   | 877                              | 22,59         | 39               | Charente-Bonnieure Champagne-Mouton                                              | Confolens                                        | Charente Limousine                 |
| 16075      | 16250 | Champagne-Vigny                    | 235                              | 8,31          | 28               | Charente-Sud Blanzac-Porcheresse                                                 | Cognac Angoulême                                 | 4B Sud Charente                    |
| 16077      | 16290 | Champmillon                        | 525                              | 9,51          | 55               | Val de Nouère Hiersac                                                            | Cognac Angoulême                                 | Grand Cognac                       |
| 16078      | 16430 | Champniers                         | 5237                             | 45,29         | 116              | Gond-Pontouvre                                                                   | Angoulême                                        | Grand Angoulême                    |
| 16079      | 16360 | Chantillac                         | 372                              | 18,05         | 21               | Charente-Sud Baignes-Sainte-Radegonde                                            | Cognac                                           | 4B Sud Charente                    |
| 16083      | 16140 | Charmé                             | 340                              | 11,42         | 30               | Charente-Nord Aigre                                                              | Confolens                                        | Cœur de Charente                   |
| 16084      | 16380 | Charras                            | 346                              | 15,12         | 23               | Val de Tardoire Montbron                                                         | Angoulême                                        | La Rochefoucauld-Porte du Périgord |
| 16085      | 16260 | Chasseneuil-sur-Bonnieure          | 3103                             | 33,34         | 93               | Charente-Bonnieure Saint-Claud                                                   | Confolens                                        | Charente Limousine                 |
| 16086      | 16150 | Chassenon                          | 843                              | 23,48         | 36               | Charente-Vienne Chabanais                                                        | Confolens                                        | Charente Limousine                 |
| 16087      | 16350 | Chassiecq                          | 148                              | 13,06         | 11               | Charente-Bonnieure Champagne-Mouton                                              | Confolens                                        | Charente Limousine                 |
| 16088      | 16200 | Chassors                           | 1103                             | 13,21         | 83               | Jarnac                                                                           | Cognac                                           | Grand Cognac                       |
| 16089      | 16100 | Châteaubernard                     | 3793                             | 13,31         | 285              | Cognac-2 Cognac-Sud                                                              | Cognac                                           | Grand Cognac                       |
| 16090      | 16120 | Châteauneuf-sur-Charente           | 3562                             | 24,02         | 148              | Charente-Champagne Châteauneuf-sur-Charente                                      | Cognac                                           | Grand Cognac                       |
| 16091      | 16480 | Châtignac                          | 166                              | 9,75          | 17               | Tude-et-Lavalette Brossac                                                        | Angoulême Cognac                                 | Lavalette Tude Dronne              |
| 16093      | 16380 | Chazelles                          | 1550                             | 25,80         | 60               | Val de Tardoire La Rochefoucauld                                                 | Angoulême                                        | La Rochefoucauld-Porte du Périgord |
| 16095      | 16460 | Chenon                             | 125                              | 10,48         | 12               | Boixe-et-Manslois Mansle                                                         | Confolens                                        | Cœur de Charente                   |
| 16096      | 16310 | Cherves-Châtelars                  | 416                              | 30,68         | 14               | Charente-Bonnieure Montembœuf                                                    | Confolens                                        | Charente Limousine                 |
| 16099      | 16480 | Chillac                            | 225                              | 14,61         | 15               | Charente-Sud Brossac                                                             | Cognac                                           | 4B Sud Charente                    |
| 16100      | 16150 | Chirac                             | 779                              | 34,33         | 23               | Charente-Vienne Chabanais                                                        | Confolens                                        | Charente Limousine                 |
| 16101      | 16440 | Claix                              | 1058                             | 14,87         | 71               | Boëme-Échelle Blanzac-Porcheresse                                                | Angoulême                                        | Grand Angoulême                    |
| 16102      | 16100 | Cognac                             | 18.466                           | 15,50         | 1191             | Cognac-1 Cognac-2 Cognac-Nord Cognac-Sud                                         | Cognac                                           | Grand Cognac                       |
| 16103      | 16320 | Combiers                           | 126                              | 23,96         | 5                | Tude-et-Lavalette Villebois-Lavalette                                            | Angoulême                                        | Lavalette Tude Dronne              |
| 16104      | 16700 | Condac                             | 460                              | 9,59          | 48               | Charente-Nord Ruffec                                                             | Confolens                                        | Val de Charente                    |
| 16105      | 16360 | Condéon                            | 609                              | 31,40         | 19               | Charente-Sud Baignes-Sainte-Radegonde                                            | Cognac                                           | 4B Sud Charente                    |
| 16106      | 16500 | Confolens                          | 2726                             | 23,63         | 115              | Charente-Vienne Confolens-Nord Confolens-Sud                                     | Confolens                                        | Charente Limousine                 |
| 16046      | 16250 | Coteaux-du-Blanzacais              | 1000                             | 23,83         | 42               | Charente-Sud                                                                     | Cognac                                           | 4B Sud Charente                    |
| 16107      | 16560 | Coulgens                           | 557                              | 11,70         | 48               | Val de Tardoire La Rochefoucauld                                                 | Angoulême                                        | La Rochefoucauld-Porte du Périgord |
| 16108      | 16330 | Coulonges                          | 121                              | 3,02          | 40               | Boixe-et-Manslois Saint-Amant-de-Boixe                                           | Confolens Angoulême                              | Cœur de Charente                   |
| 16109      | 16200 | Courbillac                         | 729                              | 11,83         | 62               | Val de Nouère Rouillac                                                           | Cognac                                           | Rouillacais                        |
| 16110      | 16240 | Courcôme                           | 801                              | 29,58         | 27               | Charente-Nord                                                                    | Confolens                                        | Val de Charente                    |
| 16111      | 16190 | Courgeac                           | 170                              | 18,42         | 9                | Tude-et-Lavalette Montmoreau-Saint-Cybard                                        | Angoulême                                        | Lavalette Tude Dronne              |
| 16112      | 16210 | Courlac                            | 58                               | 6,58          | 9                | Tude-et-Lavalette Chalais                                                        | Angoulême                                        | Lavalette Tude Dronne              |
| 16114      | 16460 | Couture                            | 173                              | 10,61         | 16               | Charente-Nord Ruffec                                                             | Confolens                                        | Val de Charente                    |
| 16116      | 16300 | Criteuil-la-Magdeleine             | 403                              | 15,19         | 27               | Charente-Champagne Segonzac                                                      | Cognac                                           | Grand Cognac                       |
| 16117      | 16210 | Curac                              | 116                              | 4,92          | 24               | Tude-et-Lavalette Chalais                                                        | Angoulême                                        | Lavalette Tude Dronne              |
| 16118      | 16190 | Deviat                             | 134                              | 8,42          | 16               | Tude-et-Lavalette Montmoreau-Saint-Cybard                                        | Angoulême                                        | Lavalette Tude Dronne              |
| 16119      | 16410 | Dignac                             | 1373                             | 27,66         | 50               | Boëme-Échelle Villebois-Lavalette                                                | Angoulême                                        | Grand Angoulême                    |
| 16120      | 16410 | Dirac                              | 1509                             | 29,29         | 52               | Boëme-Échelle Soyaux                                                             | Angoulême                                        | Grand Angoulême                    |
| 16121      | 16290 | Douzat                             | 432                              | 11,48         | 38               | Val de Nouère Hiersac                                                            | Cognac Angoulême                                 | Rouillacais                        |
| 16122      | 16140 | Ébréon                             | 139                              | 10,05         | 14               | Charente-Nord Aigre                                                              | Confolens                                        | Cœur de Charente                   |
| 16123      | 16170 | Échallat                           | 481                              | 15,14         | 32               | Val de Nouère Hiersac                                                            | Cognac Angoulême                                 | Rouillacais                        |
| 16124      | 16220 | Écuras                             | 542                              | 24,22         | 22               | Val de Tardoire Montbron                                                         | Angoulême                                        | La Rochefoucauld-Porte du Périgord |
| 16125      | 16320 | Édon                               | 272                              | 16,49         | 16               | Tude-et-Lavalette Villebois-Lavalette                                            | Angoulême                                        | Lavalette Tude Dronne              |
| 16127      | 16240 | Empuré                             | 96                               | 8,37          | 11               | Charente-Nord Villefagnan                                                        | Confolens                                        | Val de Charente                    |
| 16128      | 16490 | Épenède                            | 191                              | 15,62         | 12               | Charente-Vienne Confolens-Nord                                                   | Confolens                                        | Charente Limousine                 |
| 16131      | 16500 | Esse                               | 509                              | 30,37         | 17               | Charente-Vienne Confolens-Sud                                                    | Confolens                                        | Charente Limousine                 |
| 16132      | 16150 | Étagnac                            | 987                              | 29,23         | 34               | Charente-Vienne Chabanais                                                        | Confolens                                        | Charente Limousine                 |
| 16133      | 16250 | Étriac                             | 200                              | 9,47          | 21               | Charente-Sud Blanzac-Porcheresse                                                 | Cognac Angoulême                                 | 4B Sud Charente                    |
| 16134      | 16150 | Exideuil-sur-Vienne                | 1028                             | 20,56         | 50               | Charente-Vienne Chabanais                                                        | Confolens                                        | Charente Limousine                 |
| 16135      | 16220 | Eymouthiers                        | 325                              | 8,68          | 37               | Val de Tardoire Montbron                                                         | Angoulême                                        | La Rochefoucauld-Porte du Périgord |
| 16137      | 16380 | Feuillade                          | 284                              | 21,83         | 13               | Val de Tardoire Montbron                                                         | Angoulême                                        | La Rochefoucauld-Porte du Périgord |
| 16138      | 16730 | Fléac                              | 3856                             | 12,60         | 306              | Angoulême-1 La Couronne                                                          | Angoulême                                        | Grand Angoulême                    |
| 16139      | 16200 | Fleurac                            | 220                              | 2,17          | 101              | Jarnac                                                                           | Cognac                                           | Grand Cognac                       |
| 16141      | 16230 | Fontenille                         | 343                              | 9,52          | 36               | Boixe-et-Manslois Mansle                                                         | Confolens                                        | Cœur de Charente                   |
| 16143      | 16410 | Fouquebrune                        | 717                              | 28,85         | 25               | Tude-et-Lavalette Villebois-Lavalette                                            | Angoulême                                        | Lavalette Tude Dronne              |
| 16144      | 16140 | Fouqueure                          | 431                              | 16,43         | 26               | Charente-Nord Aigre                                                              | Confolens                                        | Cœur de Charente                   |
| 16145      | 16200 | Foussignac                         | 656                              | 15,14         | 43               | Jarnac                                                                           | Cognac                                           | Grand Cognac                       |
| 16146      | 16410 | Garat                              | 2111                             | 19,44         | 109              | Boëme-Échelle Soyaux                                                             | Angoulême                                        | Grand Angoulême                    |
| 16148      | 16170 | Genac-Bignac                       | 973                              | 33,61         | 29               | Val de Nouère Rouillac                                                           | Cognac                                           | Rouillacais                        |
| 16150      | 16130 | Gensac-la-Pallue                   | 1614                             | 19,23         | 84               | Charente-Champagne Segonzac                                                      | Cognac                                           | Grand Cognac                       |
| 16151      | 16130 | Genté                              | 929                              | 11,59         | 80               | Charente-Champagne Segonzac                                                      | Cognac                                           | Grand Cognac                       |
| 16152      | 16130 | Gimeux                             | 727                              | 7,40          | 98               | Cognac-2 Cognac-Sud                                                              | Cognac                                           | Grand Cognac                       |
| 16154      | 16160 | Gond-Pontouvre                     | 5884                             | 7,45          | 790              | Gond-Pontouvre                                                                   | Angoulême                                        | Grand Angoulême                    |
| 16158      | 16380 | Grassac                            | 303                              | 28,23         | 11               | Val de Tardoire Montbron                                                         | Angoulême                                        | La Rochefoucauld-Porte du Périgord |
| 16297      | 16120 | Graves-Saint-Amant                 | 328                              | 8,99          | 36               | Charente-Champagne Châteauneuf-sur-Charente                                      | Cognac                                           | Grand Cognac                       |
| 16160      | 16300 | Guimps                             | 495                              | 12,60         | 39               | Charente-Sud Barbezieux-Saint-Hilaire                                            | Cognac                                           | 4B Sud Charente                    |
| 16161      | 16480 | Guizengeard                        | 165                              | 14,76         | 11               | Charente-Sud Brossac                                                             | Cognac                                           | 4B Sud Charente                    |
| 16162      | 16320 | Gurat                              | 184                              | 16,03         | 11               | Tude-et-Lavalette Villebois-Lavalette                                            | Angoulême                                        | Lavalette Tude Dronne              |
| 16163      | 16290 | Hiersac                            | 1150                             | 7,36          | 156              | Val de Nouère Hiersac                                                            | Cognac Angoulême                                 | Grand Cognac                       |
| 16164      | 16490 | Hiesse                             | 238                              | 24,75         | 10               | Charente-Vienne Confolens-Nord                                                   | Confolens                                        | Charente Limousine                 |
| 16165      | 16200 | Houlette                           | 395                              | 7,15          | 55               | Jarnac                                                                           | Cognac                                           | Grand Cognac                       |
| 16167      | 16200 | Jarnac                             | 4478                             | 11,99         | 373              | Jarnac                                                                           | Cognac                                           | Grand Cognac                       |
| 16168      | 16560 | Jauldes                            | 832                              | 25,59         | 33               | Touvre-et-Braconne La Rochefoucauld                                              | Angoulême                                        | Grand Angoulême                    |
| 16169      | 16100 | Javrezac                           | 581                              | 3,66          | 159              | Cognac-2 Cognac-Sud                                                              | Cognac                                           | Grand Cognac                       |
| 16170      | 16190 | Juignac                            | 392                              | 24,18         | 16               | Tude-et-Lavalette Montmoreau-Saint-Cybard                                        | Angoulême                                        | Lavalette Tude Dronne              |
| 16171      | 16130 | Juillac-le-Coq                     | 655                              | 14,54         | 45               | Charente-Champagne Segonzac                                                      | Cognac                                           | Grand Cognac                       |
| 16173      | 16230 | Juillé                             | 176                              | 8,60          | 20               | Boixe-et-Manslois Mansle                                                         | Confolens                                        | Cœur de Charente                   |
| 16174      | 16200 | Julienne                           | 540                              | 6,30          | 86               | Jarnac                                                                           | Cognac                                           | Grand Cognac                       |
| 16166      | 16340 | L’Isle-d’Espagnac                  | 5691                             | 5,95          | 956              | Angoulême-2 Ruelle-sur-Touvre                                                    | Angoulême                                        | Grand Angoulême                    |
| 16393      | 16330 | La Boixe                           | 2862                             | 36,09         | 79               | Boixe-et-Manslois                                                                | Confolens                                        | Cœur de Charente                   |
| 16081      | 16140 | La Chapelle                        | 191                              | 7,69          | 25               | Boixe-et-Manslois Saint-Amant-de-Boixe                                           | Confolens Angoulême                              | Cœur de Charente                   |
| 16098      | 16240 | La Chèvrerie                       | 137                              | 4,61          | 30               | Charente-Nord Villefagnan                                                        | Confolens                                        | Val de Charente                    |
| 16113      | 16400 | La Couronne                        | 7759                             | 28,82         | 269              | La Couronne                                                                      | Angoulême                                        | Grand Angoulême                    |
| 16136      | 16700 | La Faye                            | 595                              | 13,44         | 44               | Charente-Nord Villefagnan                                                        | Confolens                                        | Val de Charente                    |
| 16142      | 16240 | La Forêt-de-Tessé                  | 209                              | 10,70         | 20               | Charente-Nord Villefagnan                                                        | Confolens                                        | Val de Charente                    |
| 16197      | 16240 | La Magdeleine                      | 117                              | 6,68          | 18               | Charente-Nord Villefagnan                                                        | Confolens                                        | Val de Charente                    |
| 16281      | 16110 | La Rochefoucauld-en-Angoumois      | 4020                             | 24,15         | 166              | Val de Tardoire                                                                  | Angoulême                                        | La Rochefoucauld-Porte du Périgord |
| 16282      | 16110 | La Rochette                        | 525                              | 10,99         | 48               | Val de Tardoire La Rochefoucauld                                                 | Angoulême                                        | La Rochefoucauld-Porte du Périgord |
| 16377      | 16260 | La Tâche                           | 106                              | 7,30          | 15               | Boixe-et-Manslois Mansle                                                         | Confolens                                        | Cœur de Charente                   |
| 16176      | 16300 | Lachaise                           | 306                              | 9,43          | 32               | Charente-Sud Barbezieux-Saint-Hilaire                                            | Cognac                                           | 4B Sud Charente                    |
| 16177      | 16120 | Ladiville                          | 129                              | 7,19          | 18               | Charente-Sud Barbezieux-Saint-Hilaire                                            | Cognac                                           | 4B Sud Charente                    |
| 16178      | 16300 | Lagarde-sur-le-Né                  | 187                              | 4,12          | 45               | Charente-Sud Barbezieux-Saint-Hilaire                                            | Cognac                                           | 4B Sud Charente                    |
| 16180      | 16390 | Laprade                            | 249                              | 10,17         | 24               | Tude-et-Lavalette Aubeterre-sur-Dronne                                           | Angoulême                                        | Lavalette Tude Dronne              |
| 16054      | 16350 | Le Bouchage                        | 177                              | 16,43         | 11               | Charente-Bonnieure Champagne-Mouton                                              | Confolens                                        | Charente Limousine                 |
| 16157      | 16450 | Le Grand-Madieu                    | 154                              | 8,40          | 18               | Charente-Bonnieure Saint-Claud                                                   | Confolens                                        | Charente Limousine                 |
| 16188      | 16310 | Le Lindois                         | 339                              | 17,95         | 19               | Charente-Bonnieure Montembœuf                                                    | Confolens                                        | Charente Limousine                 |
| 16380      | 16360 | Le Tâtre                           | 427                              | 6,13          | 70               | Charente-Sud Baignes-Sainte-Radegonde                                            | Cognac                                           | 4B Sud Charente                    |
| 16403      | 16350 | Le Vieux-Cérier                    | 131                              | 9,65          | 14               | Charente-Bonnieure Champagne-Mouton                                              | Confolens                                        | Charente Limousine                 |
| 16002      | 16700 | Les Adjots                         | 532                              | 10,94         | 49               | Charente-Nord Ruffec                                                             | Confolens                                        | Val de Charente                    |
| 16130      | 16210 | Les Essards                        | 178                              | 8,98          | 20               | Tude-et-Lavalette Aubeterre-sur-Dronne                                           | Angoulême                                        | Lavalette Tude Dronne              |
| 16155      | 16140 | Les Gours                          | 93                               | 11,42         | 8                | Charente-Nord Aigre                                                              | Confolens                                        | Cœur de Charente                   |
| 16220      | 16200 | Les Métairies                      | 714                              | 5,18          | 138              | Jarnac                                                                           | Cognac                                           | Grand Cognac                       |
| 16261      | 16260 | Les Pins                           | 501                              | 21,06         | 24               | Charente-Bonnieure Saint-Claud                                                   | Confolens                                        | Charente Limousine                 |
| 16183      | 16310 | Lésignac-Durand                    | 169                              | 19,74         | 9                | Charente-Bonnieure Montembœuf                                                    | Confolens                                        | Charente Limousine                 |
| 16181      | 16500 | Lessac                             | 534                              | 34,14         | 16               | Charente-Vienne Confolens-Nord                                                   | Confolens                                        | Charente Limousine                 |
| 16182      | 16420 | Lesterps                           | 440                              | 36,03         | 12               | Charente-Vienne Confolens-Sud                                                    | Confolens                                        | Charente Limousine                 |
| 16184      | 16460 | Lichères                           | 95                               | 4,94          | 19               | Boixe-et-Manslois Mansle                                                         | Confolens                                        | Cœur de Charente                   |
| 16185      | 16140 | Ligné                              | 146                              | 7,97          | 18               | Charente-Nord Aigre                                                              | Confolens                                        | Cœur de Charente                   |
| 16186      | 16130 | Lignières-Ambleville               | 704                              | 21,45         | 33               | Charente-Champagne Segonzac                                                      | Cognac                                           | Grand Cognac                       |
| 16187      | 16730 | Linars                             | 2105                             | 5,97          | 353              | Val de Nouère Hiersac                                                            | Angoulême                                        | Grand Angoulême                    |
| 16189      | 16700 | Londigny                           | 246                              | 9,67          | 25               | Charente-Nord Villefagnan                                                        | Confolens                                        | Val de Charente                    |
| 16190      | 16240 | Longré                             | 191                              | 14,73         | 13               | Charente-Nord Villefagnan                                                        | Confolens                                        | Val de Charente                    |
| 16191      | 16230 | Lonnes                             | 188                              | 7,51          | 25               | Boixe-et-Manslois Mansle                                                         | Confolens                                        | Cœur de Charente                   |
| 16193      | 16100 | Louzac-Saint-André                 | 964                              | 10,04         | 96               | Cognac-1 Cognac-Sud                                                              | Cognac                                           | Grand Cognac                       |
| 16194      | 16140 | Lupsault                           | 111                              | 11,47         | 10               | Charente-Nord Aigre                                                              | Confolens                                        | Cœur de Charente                   |
| 16195      | 16450 | Lussac                             | 293                              | 11,70         | 25               | Charente-Bonnieure Saint-Claud                                                   | Confolens                                        | Charente Limousine                 |
| 16196      | 16230 | Luxé                               | 732                              | 12,17         | 60               | Boixe-et-Manslois Mansle                                                         | Confolens                                        | Cœur de Charente                   |
| 16198      | 16320 | Magnac-lès-Gardes                  | 743                              | 37,05         | 20               | Tude-et-Lavalette                                                                | Angoulême                                        | Lavalette Tude Dronne              |
| 16199      | 16600 | Magnac-sur-Touvre                  | 3252                             | 7,82          | 416              | Touvre-et-Braconne Ruelle-sur-Touvre                                             | Angoulême                                        | Grand Angoulême                    |
| 16200      | 16230 | Maine-de-Boixe                     | 476                              | 9,35          | 51               | Boixe-et-Manslois Saint-Amant-de-Boixe                                           | Confolens Angoulême                              | Cœur de Charente                   |
| 16153      | 16200 | Mainxe-Gondeville                  | 1184                             | 15,56         | 76               | Jarnac                                                                           | Cognac                                           | Grand Cognac                       |
| 16203      | 16380 | Mainzac                            | 123                              | 11,29         | 11               | Val de Tardoire Montbron                                                         | Angoulême                                        | La Rochefoucauld-Porte du Périgord |
| 16205      | 16500 | Manot                              | 548                              | 20,34         | 27               | Charente-Vienne Confolens-Nord                                                   | Confolens                                        | Charente Limousine                 |
| 16206      | 16230 | Mansle-les-Fontaines               | 2092                             | 11,36         | 184              | Boixe-et-Manslois Mansle                                                         | Confolens                                        | Cœur de Charente                   |
| 16207      | 16140 | Marcillac-Lanville                 | 509                              | 18,41         | 28               | Val de Nouère Rouillac                                                           | Cognac                                           | Rouillacais                        |
| 16208      | 16170 | Mareuil                            | 393                              | 11,51         | 34               | Val de Nouère Rouillac                                                           | Cognac                                           | Rouillacais                        |
| 16209      | 16110 | Marillac-le-Franc                  | 823                              | 14,49         | 57               | Val de Tardoire La Rochefoucauld                                                 | Angoulême                                        | La Rochefoucauld-Porte du Périgord |
| 16210      | 16570 | Marsac                             | 766                              | 13,34         | 57               | Val de Nouère Saint-Amant-de-Boixe                                               | Angoulême                                        | Grand Angoulême                    |
| 16211      | 16380 | Marthon                            | 547                              | 12,82         | 43               | Val de Tardoire Montbron                                                         | Angoulême                                        | La Rochefoucauld-Porte du Périgord |
| 16212      | 16310 | Massignac                          | 368                              | 23,93         | 15               | Charente-Bonnieure Montembœuf                                                    | Confolens                                        | Charente Limousine                 |
| 16213      | 16310 | Mazerolles                         | 305                              | 17,45         | 17               | Charente-Bonnieure Montembœuf                                                    | Confolens                                        | Charente Limousine                 |
| 16215      | 16210 | Médillac                           | 151                              | 5,84          | 26               | Tude-et-Lavalette Chalais                                                        | Angoulême                                        | Lavalette Tude Dronne              |
| 16216      | 16200 | Mérignac                           | 812                              | 18,51         | 44               | Jarnac                                                                           | Cognac                                           | Grand Cognac                       |
| 16217      | 16100 | Merpins                            | 1082                             | 10,46         | 103              | Cognac-2 Cognac-Sud                                                              | Cognac                                           | Grand Cognac                       |
| 16218      | 16370 | Mesnac                             | 408                              | 6,51          | 63               | Cognac-1 Cognac-Nord                                                             | Cognac                                           | Grand Cognac                       |
| 16221      | 16140 | Mons                               | 235                              | 20,11         | 12               | Val de Nouère Rouillac                                                           | Cognac                                           | Rouillacais                        |
| 16222      | 16620 | Montboyer                          | 329                              | 26,79         | 12               | Tude-et-Lavalette Chalais                                                        | Angoulême                                        | Lavalette Tude Dronne              |
| 16223      | 16220 | Montbron                           | 1995                             | 43,34         | 46               | Val de Tardoire Montbron                                                         | Angoulême                                        | La Rochefoucauld-Porte du Périgord |
| 16225      | 16310 | Montembœuf                         | 659                              | 16,05         | 41               | Charente-Bonnieure Montembœuf                                                    | Confolens                                        | Charente Limousine                 |
| 16227      | 16390 | Montignac-le-Coq                   | 134                              | 10,20         | 13               | Tude-et-Lavalette Aubeterre-sur-Dronne                                           | Angoulême                                        | Lavalette Tude Dronne              |
| 16229      | 16240 | Montjean                           | 251                              | 8,01          | 31               | Charente-Nord Villefagnan                                                        | Confolens                                        | Val de Charente                    |
| 16224      | 16300 | Montmérac                          | 725                              | 23,39         | 31               | Charente-Sud Barbezieux-Saint-Hilaire                                            | Cognac                                           | 4B Sud Charente                    |
| 16230      | 16190 | Montmoreau                         | 2419                             | 64,85         | 37               | Tude-et-Lavalette Montmoreau-Saint-Cybard                                        | Angoulême                                        | Lavalette Tude Dronne              |
| 16231      | 16420 | Montrollet                         | 332                              | 22,22         | 15               | Charente-Vienne Confolens-Sud                                                    | Confolens                                        | Charente Limousine                 |
| 16232      | 16600 | Mornac                             | 2115                             | 23,48         | 90               | Touvre-et-Braconne Ruelle-sur-Touvre                                             | Angoulême                                        | Grand Angoulême                    |
| 16233      | 16120 | Mosnac-Saint-Simeux                | 967                              | 15,73         | 61               | Charente-Champagne Châteauneuf-sur-Charente                                      | Cognac                                           | Grand Cognac                       |
| 16234      | 16290 | Moulidars                          | 664                              | 17,17         | 39               | Val de Nouère Hiersac                                                            | Cognac Angoulême                                 | Grand Cognac                       |
| 16406      | 16220 | Moulins-sur-Tardoire               | 804                              | 21,88         | 37               | Val de Tardoire                                                                  | Angoulême                                        | La Rochefoucauld-Porte du Périgord |
| 16236      | 16440 | Mouthiers-sur-Boëme                | 2358                             | 34,71         | 68               | Boëme-Échelle Blanzac-Porcheresse                                                | Angoulême                                        | Grand Angoulême                    |
| 16237      | 16460 | Mouton                             | 223                              | 9,08          | 25               | Boixe-et-Manslois Mansle                                                         | Confolens                                        | Cœur de Charente                   |
| 16239      | 16310 | Mouzon                             | 140                              | 10,62         | 13               | Charente-Bonnieure Montembœuf                                                    | Confolens                                        | Charente Limousine                 |
| 16240      | 16390 | Nabinaud                           | 99                               | 5,88          | 17               | Tude-et-Lavalette Aubeterre-sur-Dronne                                           | Angoulême                                        | Lavalette Tude Dronne              |
| 16241      | 16230 | Nanclars                           | 210                              | 5,73          | 37               | Boixe-et-Manslois Saint-Amant-de-Boixe                                           | Confolens Angoulême                              | Cœur de Charente                   |
| 16242      | 16700 | Nanteuil-en-Vallée                 | 1357                             | 68,85         | 20               | Charente-Nord Ruffec                                                             | Confolens                                        | Val de Charente                    |
| 16243      | 16200 | Nercillac                          | 1036                             | 16,35         | 63               | Jarnac                                                                           | Cognac                                           | Grand Cognac                       |
| 16244      | 16440 | Nersac                             | 2258                             | 9,24          | 244              | La Couronne                                                                      | Angoulême                                        | Grand Angoulême                    |
| 16245      | 16270 | Nieuil                             | 889                              | 23,90         | 37               | Charente-Bonnieure Saint-Claud                                                   | Confolens                                        | Charente Limousine                 |
| 16246      | 16190 | Nonac                              | 258                              | 20,84         | 12               | Tude-et-Lavalette Montmoreau-Saint-Cybard                                        | Angoulême                                        | Lavalette Tude Dronne              |
| 16248      | 16140 | Oradour                            | 155                              | 14,40         | 11               | Charente-Nord Aigre                                                              | Confolens                                        | Cœur de Charente                   |
| 16249      | 16500 | Oradour-Fanais                     | 341                              | 26,41         | 13               | Charente-Vienne Confolens-Sud                                                    | Confolens                                        | Charente Limousine                 |
| 16250      | 16220 | Orgedeuil                          | 208                              | 10,39         | 20               | Val de Tardoire Montbron                                                         | Angoulême                                        | La Rochefoucauld-Porte du Périgord |
| 16251      | 16480 | Oriolles                           | 245                              | 18,30         | 13               | Charente-Sud Brossac                                                             | Cognac                                           | 4B Sud Charente                    |
| 16252      | 16210 | Orival                             | 150                              | 5,43          | 28               | Tude-et-Lavalette Chalais                                                        | Angoulême                                        | Lavalette Tude Dronne              |
| 16253      | 16240 | Paizay-Naudouin-Embourie           | 351                              | 25,42         | 14               | Charente-Nord Villefagnan                                                        | Confolens                                        | Val de Charente                    |
| 16254      | 16390 | Palluaud                           | 214                              | 8,57          | 25               | Tude-et-Lavalette Montmoreau-Saint-Cybard                                        | Angoulême                                        | Lavalette Tude Dronne              |
| 16255      | 16450 | Parzac                             | 141                              | 11,38         | 12               | Charente-Bonnieure Saint-Claud                                                   | Confolens                                        | Charente Limousine                 |
| 16256      | 16480 | Passirac                           | 251                              | 14,67         | 17               | Charente-Sud Brossac                                                             | Cognac                                           | 4B Sud Charente                    |
| 16258      | 16250 | Pérignac                           | 496                              | 25,52         | 19               | Charente-Sud Blanzac-Porcheresse                                                 | Cognac Angoulême                                 | 4B Sud Charente                    |
| 16260      | 16390 | Pillac                             | 253                              | 19,64         | 13               | Tude-et-Lavalette Aubeterre-sur-Dronne                                           | Angoulême                                        | Lavalette Tude Dronne              |
| 16263      | 16250 | Plassac-Rouffiac                   | 379                              | 11,97         | 32               | Boëme-Échelle Blanzac-Porcheresse                                                | Angoulême                                        | Grand Angoulême                    |
| 16264      | 16490 | Pleuville                          | 314                              | 33,63         | 9                | Charente-Vienne Confolens-Nord                                                   | Confolens                                        | Charente Limousine                 |
| 16267      | 16190 | Poullignac                         | 105                              | 8,94          | 12               | Tude-et-Lavalette Montmoreau-Saint-Cybard                                        | Angoulême                                        | Lavalette Tude Dronne              |
| 16268      | 16700 | Poursac                            | 195                              | 11,39         | 17               | Charente-Nord Ruffec                                                             | Confolens                                        | Val de Charente                    |
| 16269      | 16110 | Pranzac                            | 885                              | 15,06         | 59               | Val de Tardoire La Rochefoucauld                                                 | Angoulême                                        | La Rochefoucauld-Porte du Périgord |
| 16270      | 16150 | Pressignac                         | 379                              | 28,15         | 13               | Charente-Vienne Chabanais                                                        | Confolens                                        | Charente Limousine                 |
| 16271      | 16400 | Puymoyen                           | 2394                             | 7,26          | 330              | La Couronne                                                                      | Angoulême                                        | Grand Angoulême                    |
| 16272      | 16230 | Puyréaux                           | 571                              | 8,11          | 70               | Boixe-et-Manslois Mansle                                                         | Confolens                                        | Cœur de Charente                   |
| 16273      | 16240 | Raix                               | 116                              | 6,87          | 17               | Charente-Nord Villefagnan                                                        | Confolens                                        | Val de Charente                    |
| 16275      | 16140 | Ranville-Breuillaud                | 164                              | 12,84         | 13               | Charente-Nord Aigre                                                              | Confolens                                        | Cœur de Charente                   |
| 16276      | 16360 | Reignac                            | 715                              | 22,14         | 32               | Charente-Sud Baignes-Sainte-Radegonde                                            | Cognac                                           | 4B Sud Charente                    |
| 16277      | 16200 | Réparsac                           | 617                              | 11,06         | 56               | Jarnac                                                                           | Cognac                                           | Grand Cognac                       |
| 16279      | 16210 | Rioux-Martin                       | 221                              | 14,60         | 15               | Tude-et-Lavalette Chalais                                                        | Angoulême                                        | Lavalette Tude Dronne              |
| 16280      | 16110 | Rivières                           | 2023                             | 21,54         | 94               | Val de Tardoire La Rochefoucauld                                                 | Angoulême                                        | La Rochefoucauld-Porte du Périgord |
| 16283      | 16320 | Ronsenac                           | 571                              | 26,73         | 21               | Tude-et-Lavalette Villebois-Lavalette                                            | Angoulême                                        | Lavalette Tude Dronne              |
| 16284      | 16210 | Rouffiac                           | 119                              | 9,89          | 12               | Tude-et-Lavalette Aubeterre-sur-Dronne                                           | Angoulême                                        | Lavalette Tude Dronne              |
| 16285      | 16320 | Rougnac                            | 398                              | 29,88         | 13               | Tude-et-Lavalette Villebois-Lavalette                                            | Angoulême                                        | Lavalette Tude Dronne              |
| 16286      | 16170 | Rouillac                           | 2909                             | 56,61         | 51               | Val de Nouère                                                                    | Cognac                                           | Rouillacais                        |
| 16287      | 16440 | Roullet-Saint-Estèphe              | 4334                             | 41,50         | 104              | Boëme-Échelle La Couronne                                                        | Angoulême                                        | Grand Angoulême                    |
| 16289      | 16310 | Roussines                          | 298                              | 16,08         | 19               | Charente-Bonnieure Montembœuf                                                    | Confolens                                        | Charente Limousine                 |
| 16290      | 16220 | Rouzède                            | 232                              | 14,33         | 16               | Val de Tardoire Montbron                                                         | Angoulême                                        | La Rochefoucauld-Porte du Périgord |
| 16291      | 16600 | Ruelle-sur-Touvre                  | 7396                             | 10,66         | 694              | Touvre-et-Braconne Ruelle-sur-Touvre                                             | Angoulême                                        | Grand Angoulême                    |
| 16292      | 16700 | Ruffec                             | 3394                             | 13,37         | 254              | Charente-Nord Ruffec                                                             | Confolens                                        | Val de Charente                    |
| 16293      | 16310 | Saint-Adjutory                     | 493                              | 14,04         | 35               | Val de Tardoire Montembœuf                                                       | Angoulême Confolens                              | La Rochefoucauld-Porte du Périgord |
| 16295      | 16330 | Saint-Amant-de-Boixe               | 1327                             | 22,39         | 59               | Boixe-et-Manslois Saint-Amant-de-Boixe                                           | Confolens Angoulême                              | Cœur de Charente                   |
| 16298      | 16170 | Saint-Amant-de-Nouère              | 350                              | 11,15         | 31               | Val de Nouère Hiersac                                                            | Cognac Angoulême                                 | Rouillacais                        |
| 16301      | 16300 | Saint-Aulais-la-Chapelle           | 218                              | 14,84         | 15               | Charente-Sud Barbezieux-Saint-Hilaire                                            | Cognac                                           | 4B Sud Charente                    |
| 16302      | 16210 | Saint-Avit                         | 219                              | 3,66          | 60               | Tude-et-Lavalette Chalais                                                        | Angoulême                                        | Lavalette Tude Dronne              |
| 16303      | 16300 | Saint-Bonnet                       | 407                              | 17,77         | 23               | Charente-Sud Barbezieux-Saint-Hilaire                                            | Cognac                                           | 4B Sud Charente                    |
| 16304      | 16100 | Saint-Brice                        | 969                              | 9,30          | 104              | Cognac-1 Cognac-Nord                                                             | Cognac                                           | Grand Cognac                       |
| 16306      | 16420 | Saint-Christophe                   | 323                              | 23,65         | 14               | Charente-Vienne Confolens-Sud                                                    | Confolens                                        | Charente Limousine                 |
| 16307      | 16230 | Saint-Ciers-sur-Bonnieure          | 313                              | 10,44         | 30               | Boixe-et-Manslois Mansle                                                         | Confolens                                        | Cœur de Charente                   |
| 16308      | 16450 | Saint-Claud                        | 1033                             | 26,75         | 39               | Charente-Bonnieure Saint-Claud                                                   | Confolens                                        | Charente Limousine                 |
| 16310      | 16350 | Saint-Coutant                      | 212                              | 19,40         | 11               | Charente-Bonnieure Champagne-Mouton                                              | Confolens                                        | Charente Limousine                 |
| 16312      | 16170 | Saint-Cybardeaux                   | 796                              | 21,00         | 38               | Val de Nouère Rouillac                                                           | Cognac                                           | Rouillacais                        |
| 16349      | 16200 | Sainte-Sévère                      | 509                              | 18,31         | 28               | Jarnac                                                                           | Cognac                                           | Grand Cognac                       |
| 16354      | 16480 | Sainte-Souline                     | 116                              | 7,32          | 16               | Charente-Sud Brossac                                                             | Cognac                                           | 4B Sud Charente                    |
| 16315      | 16480 | Saint-Félix                        | 102                              | 8,08          | 13               | Charente-Sud Brossac                                                             | Cognac                                           | 4B Sud Charente                    |
| 16316      | 16130 | Saint-Fort-sur-le-Né               | 380                              | 6,80          | 56               | Charente-Champagne Segonzac                                                      | Cognac                                           | Grand Cognac                       |
| 16317      | 16140 | Saint-Fraigne                      | 429                              | 32,10         | 13               | Charente-Nord Aigre                                                              | Confolens                                        | Cœur de Charente                   |
| 16318      | 16460 | Saint-Front                        | 358                              | 13,35         | 27               | Boixe-et-Manslois Mansle                                                         | Confolens                                        | Cœur de Charente                   |
| 16320      | 16570 | Saint-Genis-d’Hiersac              | 915                              | 19,08         | 48               | Val de Nouère Hiersac                                                            | Cognac Angoulême                                 | Rouillacais                        |
| 16321      | 16700 | Saint-Georges                      | 44                               | 2,25          | 20               | Charente-Nord Ruffec                                                             | Confolens                                        | Val de Charente                    |
| 16323      | 16380 | Saint-Germain-de-Montbron          | 488                              | 14,91         | 33               | Val de Tardoire Montbron                                                         | Angoulême                                        | La Rochefoucauld-Porte du Périgord |
| 16325      | 16700 | Saint-Gourson                      | 131                              | 10,09         | 13               | Charente-Nord Ruffec                                                             | Confolens                                        | Val de Charente                    |
| 16326      | 16230 | Saint-Groux                        | 130                              | 4,50          | 29               | Boixe-et-Manslois Mansle                                                         | Confolens                                        | Cœur de Charente                   |
| 16329      | 16450 | Saint-Laurent-de-Céris             | 726                              | 29,89         | 24               | Charente-Bonnieure Saint-Claud                                                   | Confolens                                        | Charente Limousine                 |
| 16330      | 16100 | Saint-Laurent-de-Cognac            | 832                              | 10,87         | 77               | Cognac-2 Cognac-Sud                                                              | Cognac                                           | Grand Cognac                       |
| 16331      | 16480 | Saint-Laurent-des-Combes           | 94                               | 7,67          | 12               | Tude-et-Lavalette Brossac                                                        | Angoulême Cognac                                 | Lavalette Tude Dronne              |
| 16334      | 16190 | Saint-Martial                      | 121                              | 9,31          | 13               | Tude-et-Lavalette Montmoreau-Saint-Cybard                                        | Angoulême                                        | Lavalette Tude Dronne              |
| 16335      | 16700 | Saint-Martin-du-Clocher            | 124                              | 6,66          | 19               | Charente-Nord Villefagnan                                                        | Confolens                                        | Val de Charente                    |
| 16336      | 16260 | Saint-Mary                         | 350                              | 21,86         | 16               | Charente-Bonnieure Saint-Claud                                                   | Confolens                                        | Charente Limousine                 |
| 16337      | 16500 | Saint-Maurice-des-Lions            | 896                              | 50,08         | 18               | Charente-Vienne Confolens-Sud                                                    | Confolens                                        | Charente Limousine                 |
| 16338      | 16300 | Saint-Médard                       | 306                              | 8,24          | 37               | Charente-Sud Barbezieux-Saint-Hilaire                                            | Cognac                                           | 4B Sud Charente                    |
| 16340      | 16720 | Saint-Même-les-Carrières           | 1029                             | 15,14         | 68               | Jarnac Segonzac                                                                  | Cognac                                           | Grand Cognac                       |
| 16341      | 16470 | Saint-Michel                       | 3220                             | 2,46          | 1309             | La Couronne                                                                      | Angoulême                                        | Grand Angoulême                    |
| 16342      | 16300 | Saint-Palais-du-Né                 | 305                              | 13,60         | 22               | Charente-Sud Barbezieux-Saint-Hilaire                                            | Cognac                                           | 4B Sud Charente                    |
| 16343      | 16130 | Saint-Preuil                       | 302                              | 12,39         | 24               | Charente-Champagne Segonzac                                                      | Cognac                                           | Grand Cognac                       |
| 16346      | 16210 | Saint-Quentin-de-Chalais           | 243                              | 12,38         | 20               | Tude-et-Lavalette Chalais                                                        | Angoulême                                        | Lavalette Tude Dronne              |
| 16345      | 16150 | Saint-Quentin-sur-Charente         | 202                              | 14,39         | 14               | Charente-Vienne Chabanais                                                        | Confolens                                        | Charente Limousine                 |
| 16347      | 16210 | Saint-Romain                       | 513                              | 22,69         | 23               | Tude-et-Lavalette Aubeterre-sur-Dronne                                           | Angoulême                                        | Lavalette Tude Dronne              |
| 16348      | 16290 | Saint-Saturnin                     | 1273                             | 13,38         | 95               | Val de Nouère Hiersac                                                            | Angoulême                                        | Grand Angoulême                    |
| 16350      | 16390 | Saint-Séverin                      | 793                              | 14,93         | 53               | Tude-et-Lavalette Aubeterre-sur-Dronne                                           | Angoulême                                        | Lavalette Tude Dronne              |
| 16352      | 16120 | Saint-Simon                        | 229                              | 3,77          | 61               | Charente-Champagne Châteauneuf-sur-Charente                                      | Cognac                                           | Grand Cognac                       |
| 16353      | 16220 | Saint-Sornin                       | 832                              | 11,27         | 74               | Val de Tardoire Montbron                                                         | Angoulême                                        | La Rochefoucauld-Porte du Périgord |
| 16356      | 16460 | Saint-Sulpice-de-Ruffec            | 41                               | 2,38          | 17               | Charente-Nord Ruffec                                                             | Confolens                                        | Val de Charente                    |
| 16357      | 16480 | Saint-Vallier                      | 138                              | 18,21         | 8                | Charente-Sud Brossac                                                             | Cognac                                           | 4B Sud Charente                    |
| 16358      | 16710 | Saint-Yrieix-sur-Charente          | 7556                             | 14,65         | 516              | Gond-Pontouvre                                                                   | Angoulême                                        | Grand Angoulême                    |
| 16359      | 16130 | Salles-d’Angles                    | 1007                             | 21,80         | 46               | Charente-Champagne Segonzac                                                      | Cognac                                           | Grand Cognac                       |
| 16360      | 16300 | Salles-de-Barbezieux               | 400                              | 9,85          | 41               | Charente-Sud Barbezieux-Saint-Hilaire                                            | Cognac                                           | 4B Sud Charente                    |
| 16361      | 16700 | Salles-de-Villefagnan              | 313                              | 12,83         | 24               | Charente-Nord Villefagnan                                                        | Confolens                                        | Val de Charente                    |
| 16362      | 16190 | Salles-Lavalette                   | 311                              | 20,15         | 15               | Tude-et-Lavalette Montmoreau-Saint-Cybard                                        | Angoulême                                        | Lavalette Tude Dronne              |
| 16363      | 16420 | Saulgond                           | 531                              | 27,36         | 19               | Charente-Vienne Chabanais                                                        | Confolens                                        | Charente Limousine                 |
| 16364      | 16310 | Sauvagnac                          | 68                               | 7,24          | 9                | Charente-Bonnieure Montembœuf                                                    | Confolens                                        | Charente Limousine                 |
| 16365      | 16480 | Sauvignac                          | 98                               | 11,62         | 8                | Charente-Sud Brossac                                                             | Cognac                                           | 4B Sud Charente                    |
| 16366      | 16130 | Segonzac                           | 2093                             | 35,19         | 59               | Charente-Champagne Segonzac                                                      | Cognac                                           | Grand Cognac                       |
| 16368      | 16410 | Sers                               | 903                              | 14,17         | 64               | Boëme-Échelle Villebois-Lavalette                                                | Angoulême                                        | Grand Angoulême                    |
| 16369      | 16200 | Sigogne                            | 965                              | 22,16         | 44               | Jarnac                                                                           | Cognac                                           | Grand Cognac                       |
| 16370      | 16440 | Sireuil                            | 1166                             | 10,01         | 116              | Val de Nouère Hiersac                                                            | Angoulême                                        | Grand Angoulême                    |
| 16372      | 16380 | Souffrignac                        | 149                              | 9,37          | 16               | Val de Tardoire Montbron                                                         | Angoulême                                        | La Rochefoucauld-Porte du Périgord |
| 16373      | 16240 | Souvigné                           | 182                              | 10,37         | 18               | Charente-Nord Villefagnan                                                        | Confolens                                        | Val de Charente                    |
| 16374      | 16800 | Soyaux                             | 10.057                           | 12,76         | 788              | Angoulême-3 Soyaux                                                               | Angoulême                                        | Grand Angoulême                    |
| 16375      | 16260 | Suaux                              | 380                              | 11,93         | 32               | Charente-Bonnieure Saint-Claud                                                   | Confolens                                        | Charente Limousine                 |
| 16378      | 16700 | Taizé-Aizie                        | 585                              | 14,81         | 40               | Charente-Nord Ruffec                                                             | Confolens                                        | Val de Charente                    |
| 16379      | 16110 | Taponnat-Fleurignac                | 1530                             | 21,49         | 71               | Val de Tardoire La Rochefoucauld                                                 | Angoulême                                        | La Rochefoucauld-Porte du Périgord |
| 16192      | 16270 | Terres-de-Haute-Charente           | 3790                             | 86,65         | 44               | Charente-Bonnieure Charente-Vienne                                               | Confolens                                        | Charente Limousine                 |
| 16381      | 16240 | Theil-Rabier                       | 163                              | 7,43          | 22               | Charente-Nord Villefagnan                                                        | Confolens                                        | Val de Charente                    |
| 16382      | 16410 | Torsac                             | 724                              | 28,55         | 25               | Boëme-Échelle Villebois-Lavalette                                                | Angoulême                                        | Grand Angoulême                    |
| 16383      | 16560 | Tourriers                          | 787                              | 6,77          | 116              | Boixe-et-Manslois Saint-Amant-de-Boixe                                           | Confolens Angoulême                              | Cœur de Charente                   |
| 16384      | 16360 | Touvérac                           | 572                              | 18,19         | 31               | Charente-Sud Baignes-Sainte-Radegonde                                            | Cognac                                           | 4B Sud Charente                    |
| 16385      | 16600 | Touvre                             | 1146                             | 9,06          | 126              | Touvre-et-Braconne Ruelle-sur-Touvre                                             | Angoulême                                        | Grand Angoulême                    |
| 16387      | 16200 | Triac-Lautrait                     | 462                              | 6,40          | 72               | Jarnac                                                                           | Cognac                                           | Grand Cognac                       |
| 16388      | 16730 | Trois-Palis                        | 940                              | 4,22          | 223              | Val de Nouère Hiersac                                                            | Angoulême                                        | Grand Angoulême                    |
| 16389      | 16350 | Turgon                             | 81                               | 7,26          | 11               | Charente-Bonnieure Champagne-Mouton                                              | Confolens                                        | Charente Limousine                 |
| 16390      | 16140 | Tusson                             | 240                              | 13,97         | 17               | Charente-Nord Aigre                                                              | Confolens                                        | Cœur de Charente                   |
| 16339      | 16170 | Val-d’Auge                         | 795                              | 44,52         | 18               | Val de Nouère                                                                    | Cognac                                           | Rouillacais                        |
| 16300      | 16230 | Val-de-Bonnieure                   | 1339                             | 28,11         | 48               | Boixe-et-Manslois Mansle                                                         | Confolens                                        | Cœur de Charente                   |
| 16097      | 16370 | Val-de-Cognac                      | 3455                             | 61,76         | 56               | Cognac-1                                                                         | Cognac                                           | Grand Cognac                       |
| 16175      | 16250 | Val des Vignes                     | 1358                             | 50,66         | 27               | Charente-Sud Blanzac-Porcheresse                                                 | Cognac Angoulême                                 | 4B Sud Charente                    |
| 16392      | 16460 | Valence                            | 190                              | 10,87         | 17               | Boixe-et-Manslois Mansle                                                         | Confolens                                        | Cœur de Charente                   |
| 16394      | 16320 | Vaux-Lavalette                     | 79                               | 6,78          | 12               | Tude-et-Lavalette Villebois-Lavalette                                            | Angoulême                                        | Lavalette Tude Dronne              |
| 16395      | 16170 | Vaux-Rouillac                      | 295                              | 13,37         | 22               | Val de Nouère Rouillac                                                           | Cognac                                           | Rouillacais                        |
| 16396      | 16460 | Ventouse                           | 121                              | 10,15         | 12               | Boixe-et-Manslois Mansle                                                         | Confolens                                        | Cœur de Charente                   |
| 16397      | 16140 | Verdille                           | 383                              | 14,48         | 26               | Charente-Nord Aigre                                                              | Confolens                                        | Cœur de Charente                   |
| 16398      | 16310 | Verneuil                           | 94                               | 7,70          | 12               | Charente-Bonnieure Montembœuf                                                    | Confolens                                        | Charente Limousine                 |
| 16399      | 16130 | Verrières                          | 321                              | 13,37         | 24               | Charente-Champagne Segonzac                                                      | Cognac                                           | Grand Cognac                       |
| 16400      | 16510 | Verteuil-sur-Charente              | 588                              | 14,24         | 41               | Charente-Nord Ruffec                                                             | Confolens                                        | Val de Charente                    |
| 16401      | 16330 | Vervant                            | 147                              | 9,56          | 15               | Boixe-et-Manslois Saint-Amant-de-Boixe                                           | Confolens Angoulême                              | Cœur de Charente                   |
| 16402      | 16120 | Vibrac                             | 294                              | 2,82          | 104              | Charente-Champagne Châteauneuf-sur-Charente                                      | Cognac                                           | Grand Cognac                       |
| 16404      | 16350 | Vieux-Ruffec                       | 108                              | 12,75         | 8                | Charente-Bonnieure Ruffec                                                        | Confolens                                        | Charente Limousine                 |
| 16405      | 16300 | Vignolles                          | 161                              | 8,80          | 18               | Charente-Sud Barbezieux-Saint-Hilaire                                            | Cognac                                           | 4B Sud Charente                    |
| 16408      | 16320 | Villebois-Lavalette                | 718                              | 7,20          | 100              | Tude-et-Lavalette Villebois-Lavalette                                            | Angoulême                                        | Lavalette Tude Dronne              |
| 16409      | 16240 | Villefagnan                        | 981                              | 23,65         | 41               | Charente-Nord Villefagnan                                                        | Confolens                                        | Val de Charente                    |
| 16412      | 16560 | Villejoubert                       | 367                              | 7,82          | 47               | Boixe-et-Manslois Saint-Amant-de-Boixe                                           | Confolens Angoulême                              | Cœur de Charente                   |
| 16413      | 16240 | Villiers-le-Roux                   | 159                              | 4,84          | 33               | Charente-Nord Villefagnan                                                        | Confolens                                        | Val de Charente                    |
| 16414      | 16230 | Villognon                          | 332                              | 9,17          | 36               | Boixe-et-Manslois Mansle                                                         | Confolens                                        | Cœur de Charente                   |
| 16415      | 16430 | Vindelle                           | 1044                             | 10,93         | 96               | Val de Nouère Hiersac                                                            | Angoulême                                        | Grand Angoulême                    |
| 16416      | 16310 | Vitrac-Saint-Vincent               | 494                              | 22,07         | 22               | Charente-Bonnieure Montembœuf                                                    | Confolens                                        | Charente Limousine                 |
| 16418      | 16400 | Vœuil-et-Giget                     | 1594                             | 8,48          | 188              | Boëme-Échelle La Couronne                                                        | Angoulême                                        | Grand Angoulême                    |
| 16419      | 16330 | Vouharte                           | 312                              | 10,64         | 29               | Boixe-et-Manslois Saint-Amant-de-Boixe                                           | Confolens Angoulême                              | Cœur de Charente                   |
| 16420      | 16250 | Voulgézac                          | 242                              | 13,42         | 18               | Boëme-Échelle Blanzac-Porcheresse                                                | Angoulême                                        | Grand Angoulême                    |
| 16421      | 16220 | Vouthon                            | 408                              | 10,38         | 39               | Val de Tardoire Montbron                                                         | Angoulême                                        | La Rochefoucauld-Porte du Périgord |
| 16422      | 16410 | Vouzan                             | 822                              | 16,27         | 51               | Boëme-Échelle Soyaux                                                             | Angoulême                                        | Grand Angoulême                    |
| 16423      | 16330 | Xambes                             | 235                              | 5,25          | 45               | Boixe-et-Manslois Saint-Amant-de-Boixe                                           | Confolens                                        | Cœur de Charente                   |
| 16424      | 16210 | Yviers                             | 536                              | 22,56         | 24               | Tude-et-Lavalette Chalais                                                        | Angoulême                                        | Lavalette Tude Dronne              |
| 16425      | 16110 | Yvrac-et-Malleyrand                | 562                              | 18,90         | 30               | Val de Tardoire La Rochefoucauld                                                 | Angoulême                                        | La Rochefoucauld-Porte du Périgord |

## Veränderungen im Gemeindebestand seit 2016

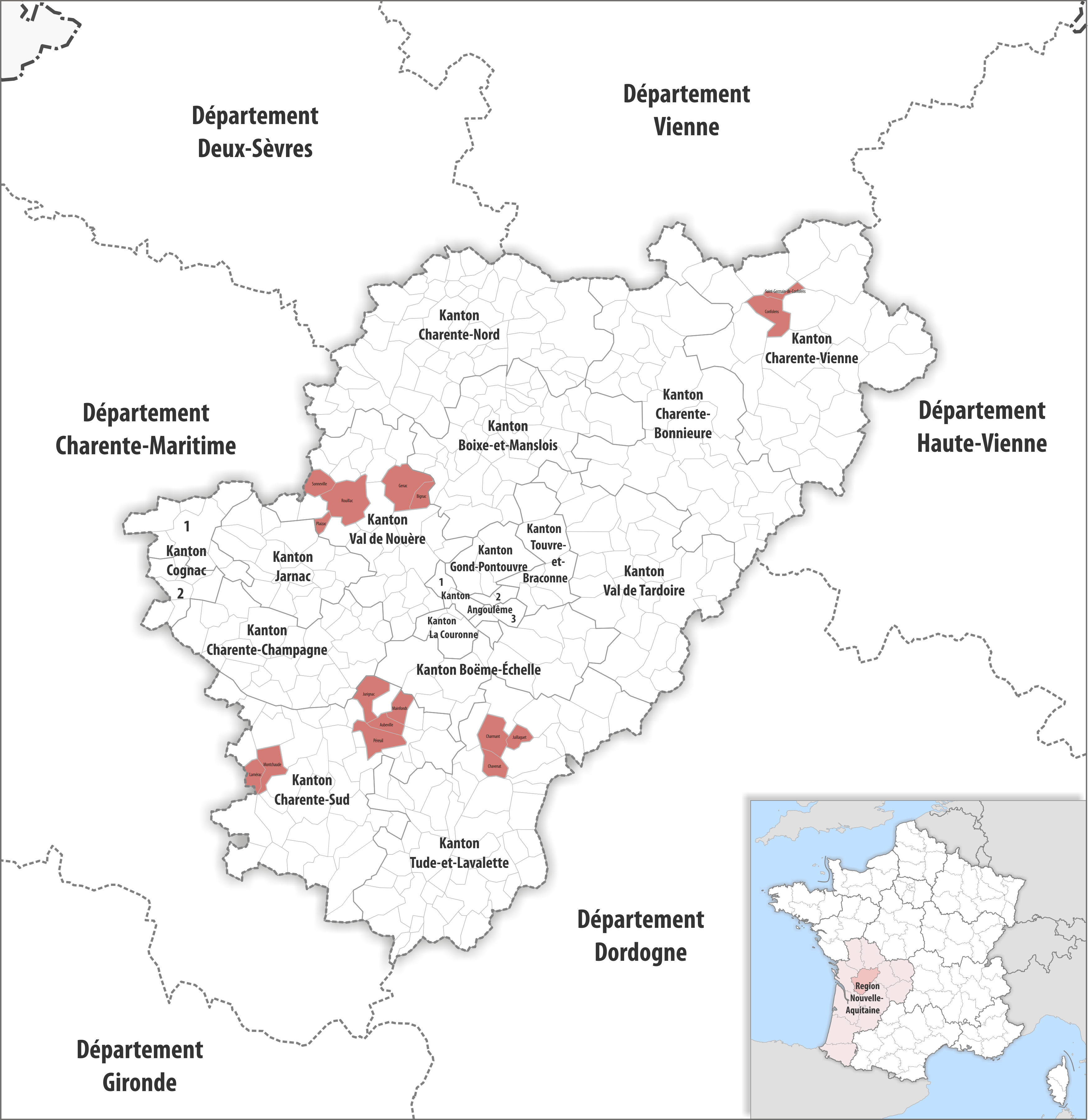
Gemeinden bis 2015
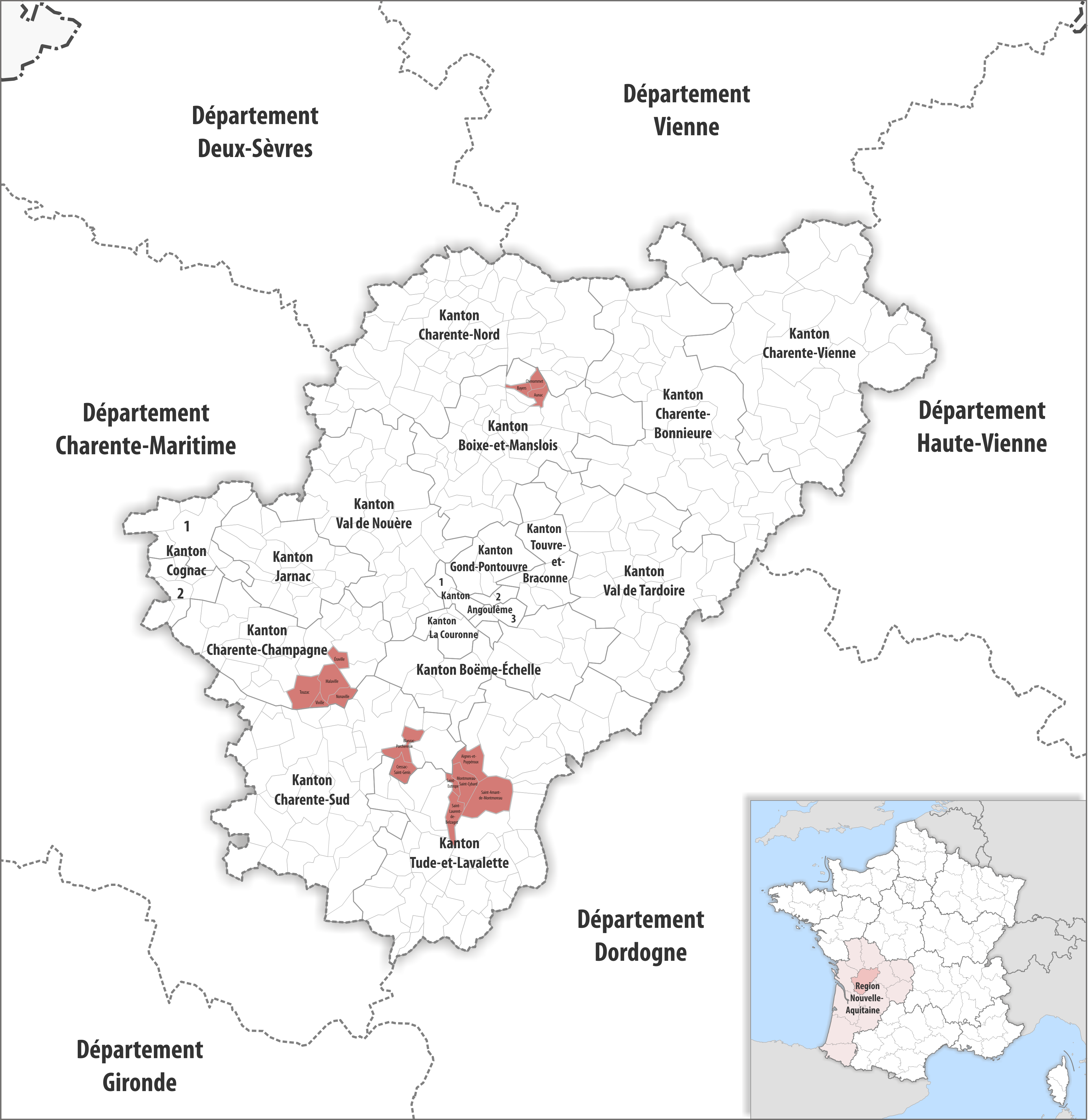
Gemeinden bis 2016
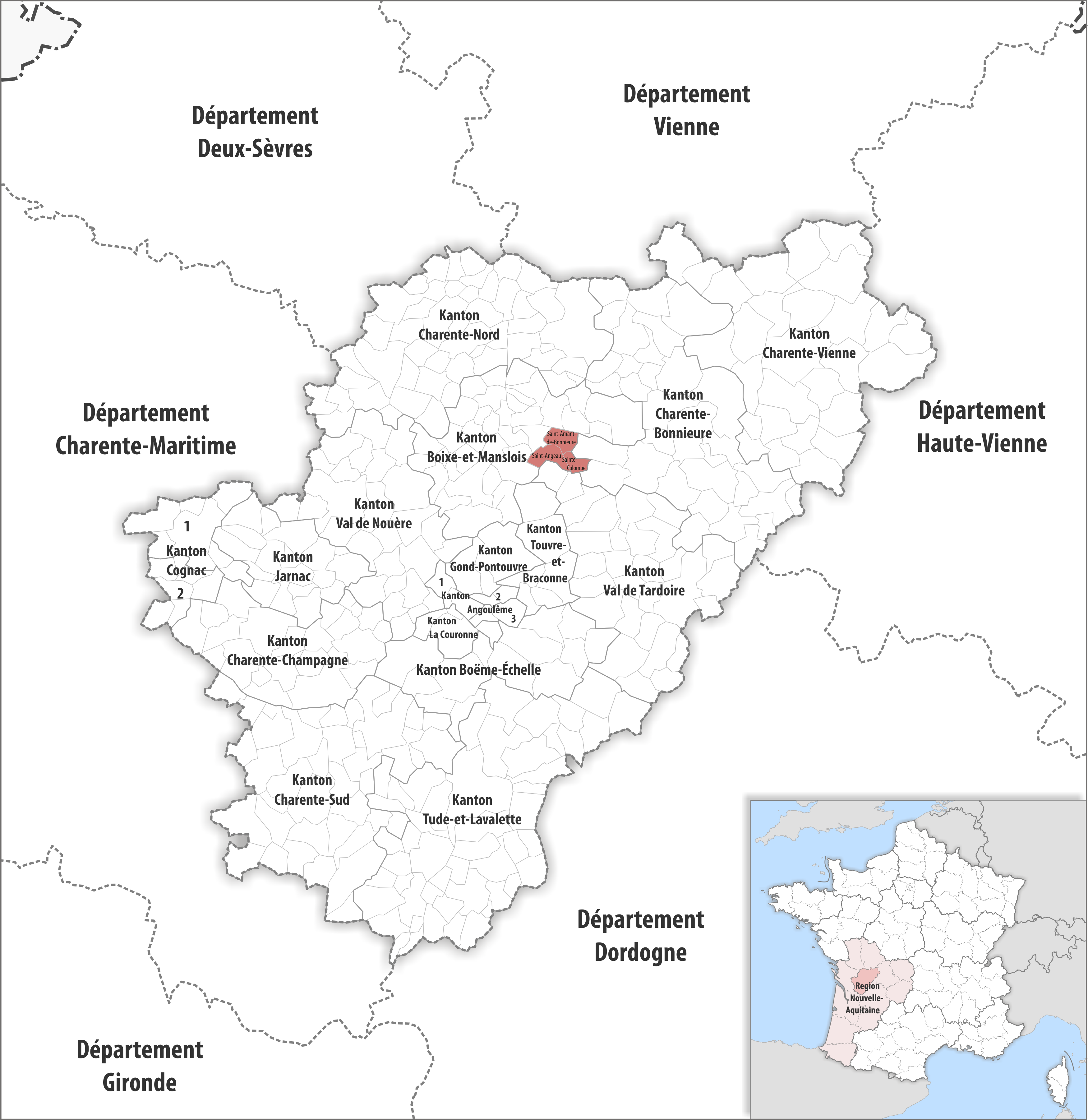
Gemeinden bis 2017
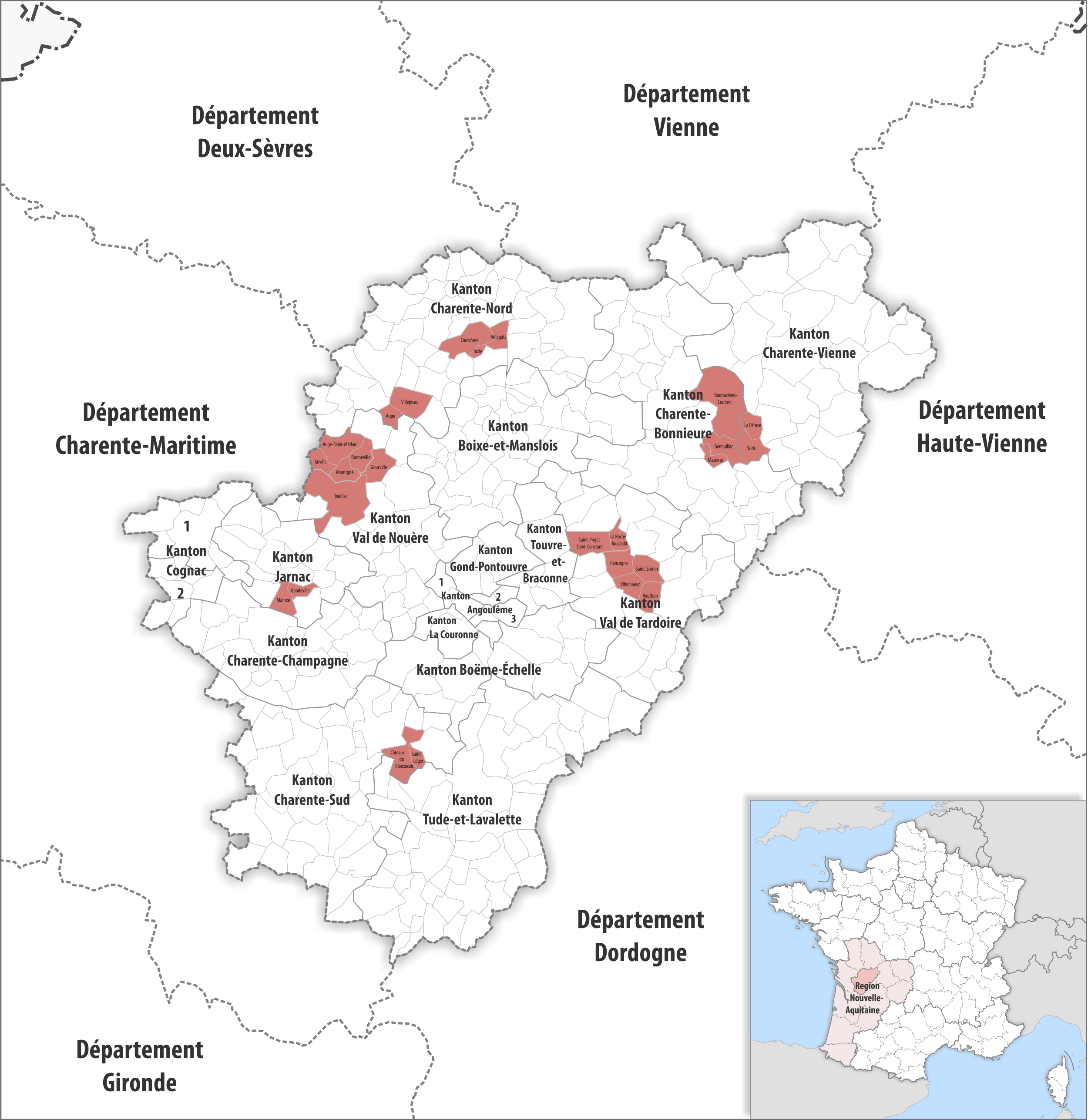
Gemeinden bis 2018
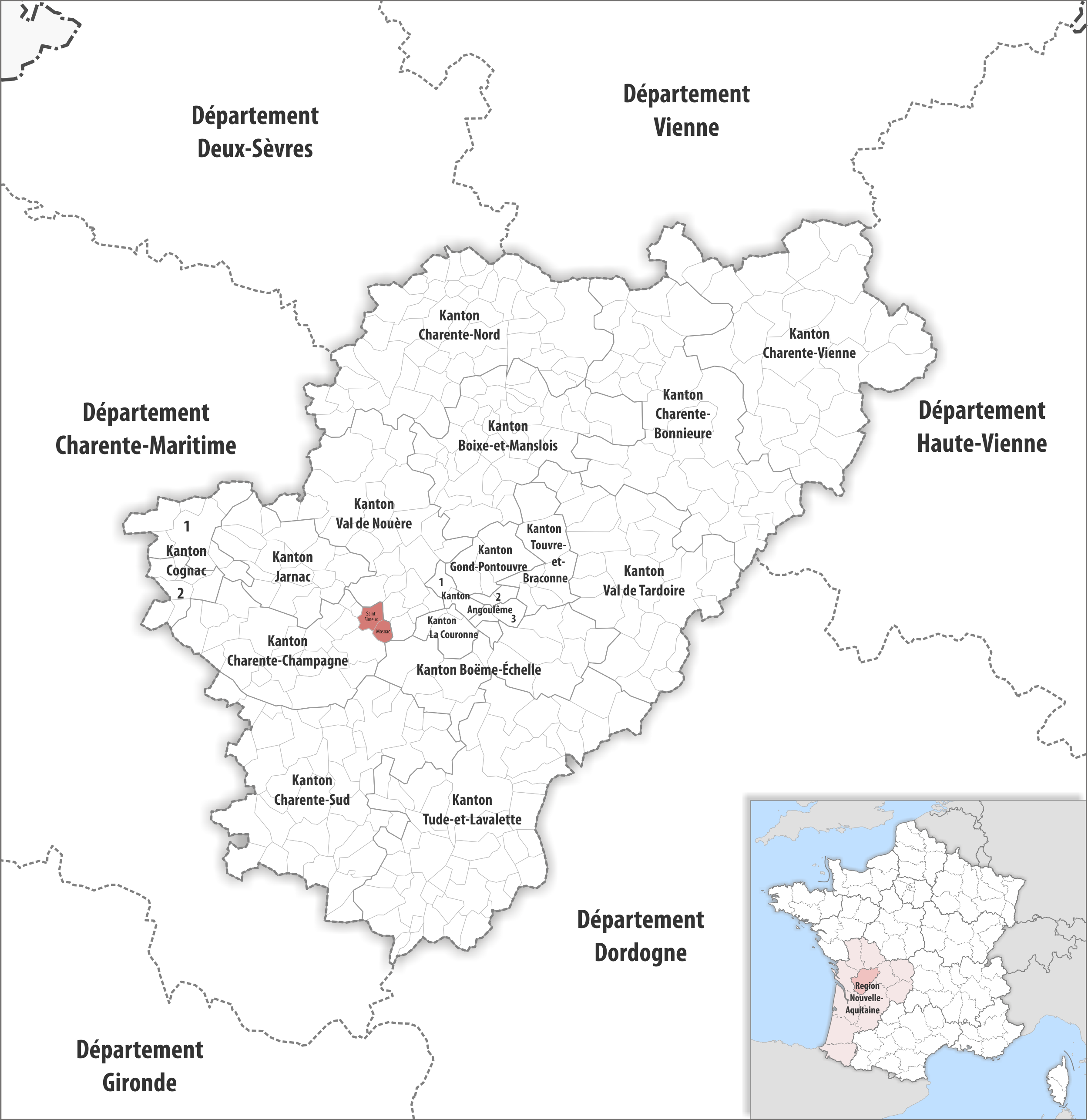
Gemeinden bis 2020
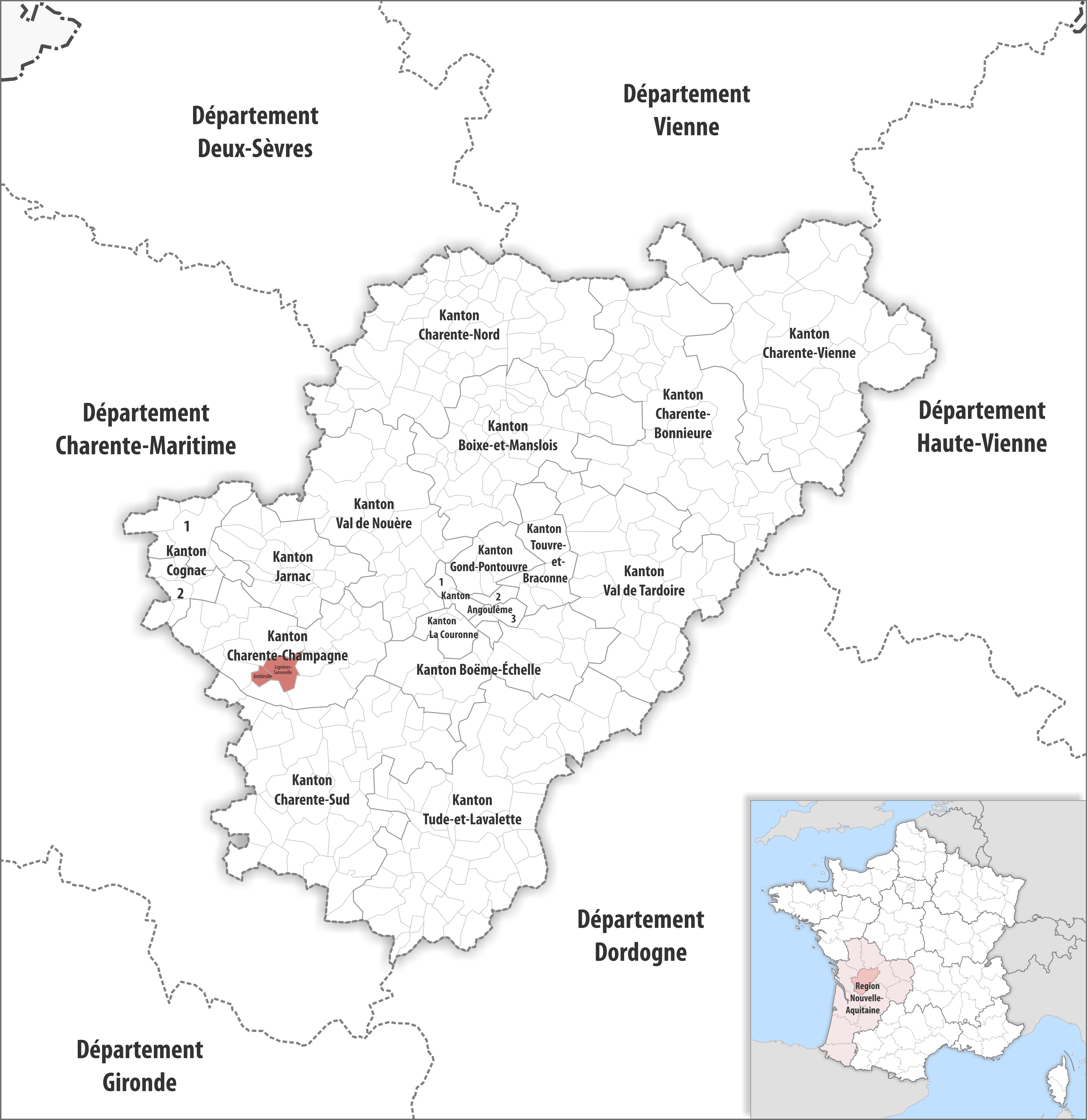
Gemeinden bis 2021
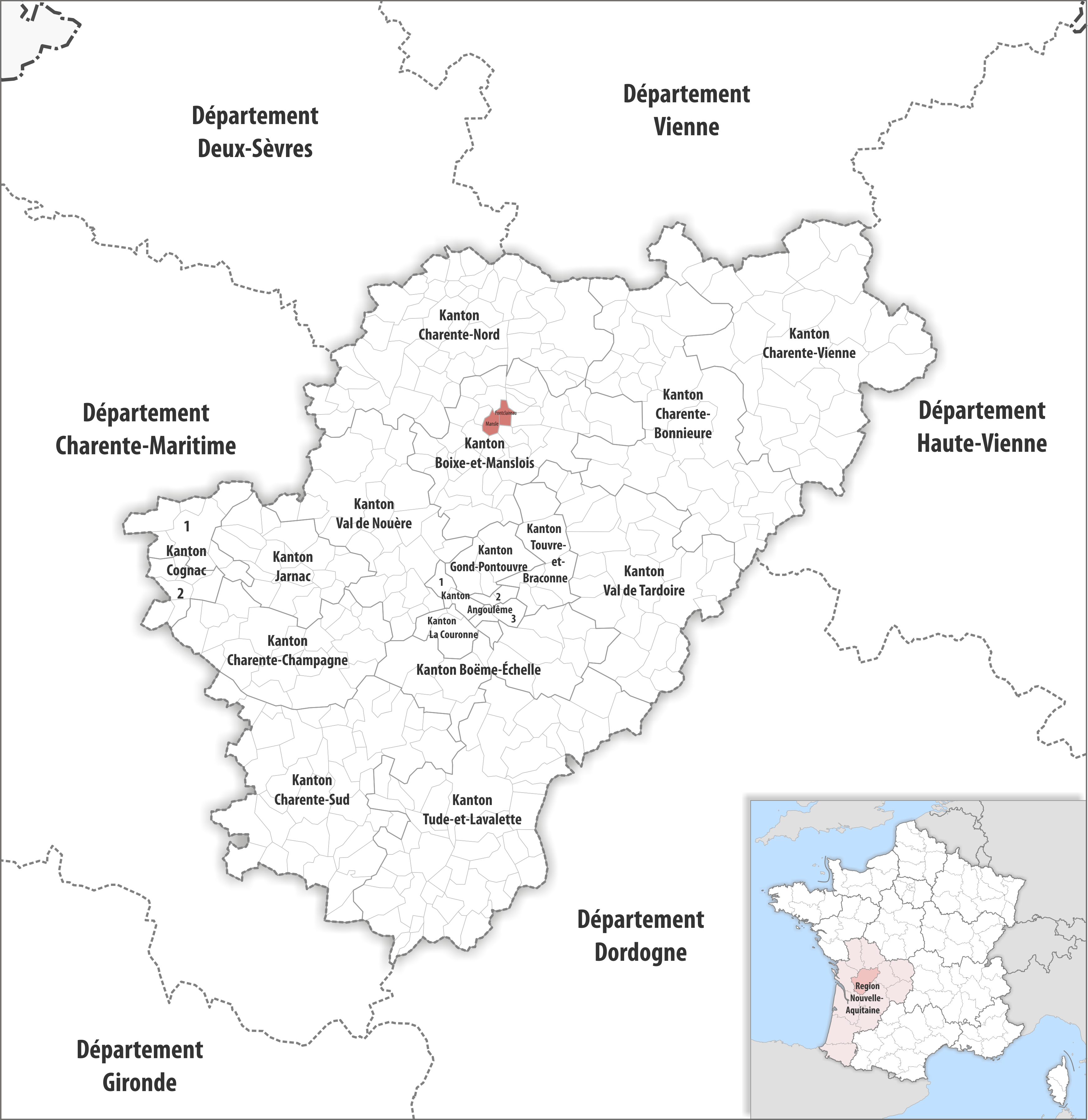
Gemeinden bis 2022
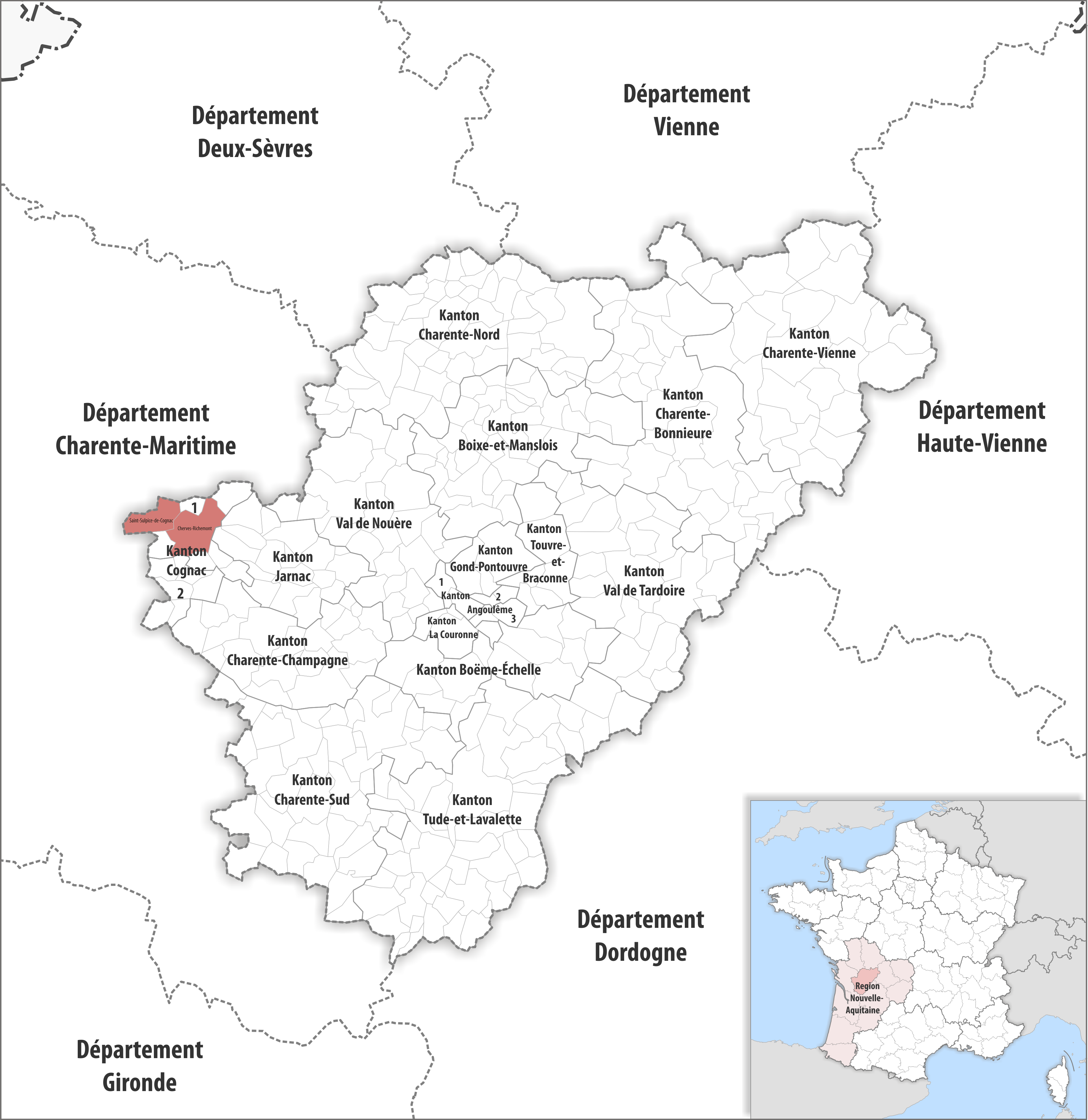
Gemeinden bis 2023
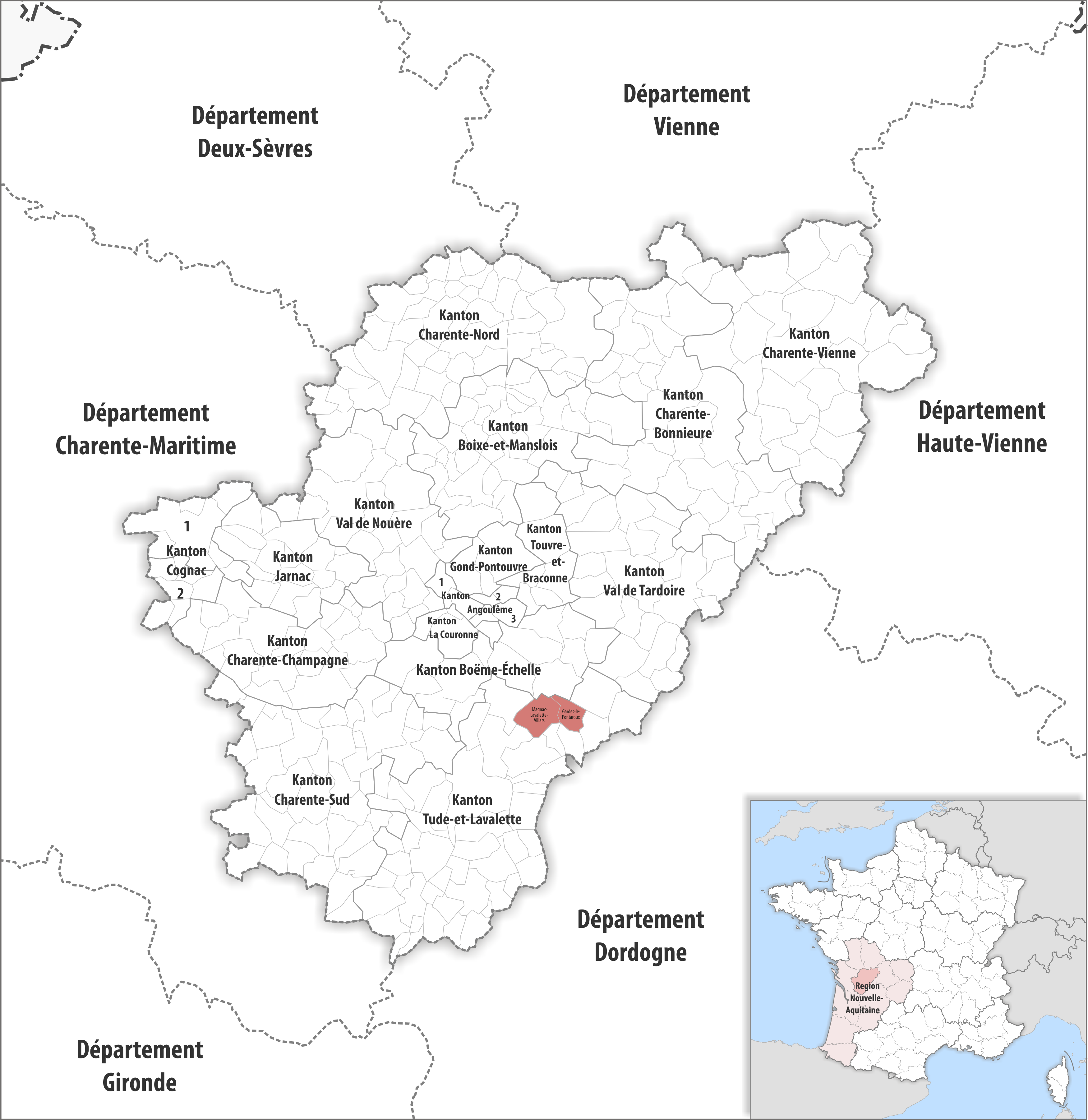
Gemeinden bis 2024

2025:
- Fusion Magnac-Lavalette-Villars und Gardes-le-Pontaroux → Magnac-lès-Gardes
- Fusion Aunac-sur-Charente und Moutonneau → Aunac-sur-Charente
- Fusion Vars und Montignac-Charente → La Boixe

2024:
- Fusion Cherves-Richemont und Saint-Sulpice-de-Cognac → Val-de-Cognac

2023:
- Fusion Fontclaireau und Mansle → Mansle-les-Fontaines

2022:
- Fusion Ambleville und Lignières-Sonneville → Lignières-Ambleville

2021:
- Fusion Mosnac und Saint-Simeux → Mosnac-Saint-Simeux

2019:
- Fusion Aigre und Villejésus → Aigre
- Fusion Côteaux du Blanzacais und Saint-Léger → Coteaux-du-Blanzacais
- Fusion Courcôme, Tuzie und Villegats → Courcôme
- Fusion Gondeville und Mainxe → Mainxe-Gondeville
- Fusion Vilhonneur und Rancogne → Moulins-sur-Tardoire
- Fusion La Rochefoucauld und Saint-Projet-Saint-Constant → La Rochefoucauld-en-Angoumois
- Fusion Rouillac und Gourville → Rouillac
- Fusion Roumazières-Loubert, Genouillac, Mazières, La Péruse und Suris → Terres-de-Haute-Charente
- Fusion Auge-Saint-Médard, Anville, Bonneville und Montigné → Val-d’Auge

2018:
- Fusion Saint-Angeau, Sainte-Colombe und Saint-Amant-de-Bonnieure → Val-de-Bonnieure

2017:
- Fusion Aunac, Bayers und Chenommet → Aunac-sur-Charente
- Fusion Éraville, Malaville, Nonaville, Touzac und Viville → Bellevigne
- Fusion Blanzac-Porcheresse und Cressac-Saint-Genis → Côteaux du Blanzacais
- Fusion Bignac und Genac → Genac-Bignac
- Fusion Aignes-et-Puypéroux, Montmoreau-Saint-Cybard, Saint-Amant-de-Montmoreau, Saint-Eutrope und Saint-Laurent-de-Belzagot → Montmoreau
- Fusion Plaizac, Rouillac und Sonneville → Rouillac

2016:
- Fusion Charmant, Chavenat und Juillaguet → Boisné-La Tude
- Fusion Confolens und Saint-Germain-de-Confolens → Confolens
- Fusion Lamérac und Montchaude → Montmérac
- Fusion Aubeville,  Jurignac, Mainfonds und Péreuil → Val des Vignes